# Vášeň (film, 1982)
Vášeň (v originále Passion) je francouzsko-švýcarský hraný film z roku 1982, který režíroval Jean-Luc Godard. Snímek měl světovou premiéru na filmovém festivalu v Cannes dne 24. května 1982.

## Děj
Ve francouzském filmovém studiu se natáčí film, ve kterém jsou prezentovány slavné obrazy. Figuranti v kostýmech zůstávají nehybně v pózách jako na obrazech, zatímco se kolem nich pohybuje filmová kamera na jeřábu. Režisér Jerzy je často nespokojen se světlem a stále hledá tu nejlepší uměleckou realizaci. Mezi jeho spolupracovníky patří maďarský asistent režie László a technik Jean-François. Tým je ubytován v hotelu, který provozují manželé Hanna a Michel. Jejich manželství je v krizi. Michel také vlastní sousední továrnu. Mladá dělnice Isabelle tam byla zaměstnána, dokud ji Michel nevyhodil po sporu o pracovní podmínky.
Isabelle se účastní schůze odborů, aby probrala způsoby, jak zajistit své znovupřijetí. Jerzy je Hannou fascinován a pořídí s ní zkušební záběry. Po odstoupení komparsisty přebírá její roli Michelova neslyšící neteř. Isabelle trvá na svém právu a jde do továrny, ale Michel ji nechá vyvést policií. Promluví si s Jerzym o svých problémech a vyspí se spolu. Když natáčení skončí, filmaři odjíždějí.

## Obsazení
| Isabelle Huppertová    | Isabelle      |
| Jerzy Radziwiłowicz    | Jerzy         |
| Hanna Schygulla        | Hanna         |
| Michel Piccoli         | Michel        |
| László Szabó           | László        |
| Jean-François Stévenin | Jean-François |
| Myriem Roussel         | hluchoněmá    |